# Normalrangtransformation
Die Normalrangtransformation (auch Flächentransformation oder Normalisierung) ist eine statistische Herangehensweise, um eine nichtnormale Verteilung in empirisch erhobenen Daten in eine Normalverteilung zu überführen. Das Verfahren kommt häufig für die Normierung von psychologischen Testverfahren zum Einsatz, weil die Normalverteilungshypothese für viele dort gemessene Merkmale gilt. Verschiedene Normwertskalen werden dafür verwendet.
Ausgehend von den kumulierten Häufigkeiten werden die Prozentränge in z-Werte oder daraus abgeleitete Skalen umgewandelt. Jedem gemessenen Rohwert wird der Normwert zugeordnet, der in einer Standardnormalverteilung seiner kumulierten Häufigkeit entspricht. Diese Zuordnung kann mittels der inversen Verteilungsfunktion der Normalverteilung vorgenommen werden.
Die „künstliche“ Spreizung in Bereichen großer Häufigkeitsdichte kann allerdings zu Scheindifferenzierungen führen. Grundsätzlich sollte man das Verfahren deshalb nur einsetzen, wenn auch die ursprüngliche Verteilung der Messwerte (Rohwerte) annähernd einer Normalverteilung folgt und es sich bei Abweichungen um Fehler (z. B. Einschränkungen der Repräsentativität der Normierungsstichprobe) handelt.